# ECヒオ・ヴェルジ
エスポルチ・クルービ・ヒオ・ヴェルジ（ポルトガル語: Esporte Clube Rio Verde）は、ブラジル・ゴイアス州ヒオ・ヴェルジを本拠地とするサッカークラブ。

## 歴史
1963年8月22日設立。1969年にカンピオナート・ゴイアーノ・セグンダ・ディヴィソンを初めて制した。

## 本拠地
本拠地はエスタジオ・モザルチ・ヴェローゾ・ド・カルモ。収容人数は8000人。

## 歴代所属選手
| - アウドロヴァーニ・メノン 2009 - エジナウド・バチスタ・ドス・サントス 2010 - ダニロ・ヴィタリーノ・ペレイラ 2011 - アナイウソン・ブリト・ノレト 2012 - ライムンド・ノナト・ジ・リメイラ・リベイロ 2012 - ダニエル・カルヴァーリョ・ダ・シウバ 2012 - アラン・ペレイラ・コスタ 2013 | - クレイトン・コエロ・ドス・サントス 2013 - ジャン・パトリック・レイス 2013 - アレックス・マルティンス・フェレイラ 2015 - レオナルド・ナスシメント・ロペス・デ・ソウザ 2017 - ハモン・オズニ・モレイラ・ラジェ 2017 - ロジェール・ゲレイロ 2017 |

## タイトル
- カンピオナート・ゴイアーノ・セグンダ・ディヴィソン: 1969, 1982, 1989, 1993, 2011, 2016